# Saint-Remy-en-Bouzemont-Saint-Genest-et-Isson
Saint-Remy-en-Bouzemont-Saint-Genest-et-Isson – miejscowość i gmina we Francji, w regionie Grand Est, w departamencie Marna. Nazwa miejscowości pochodzi od imion św. Remigiusza i Genezjusza.
Według danych na rok 1990 gminę zamieszkiwało 665 osób, a gęstość zaludnienia wynosiła 30 osób/km².